# Latiaxis
Genre
Latiaxis est un genre de mollusques gastéropodes de la famille des Muricidae.

## Liste d'espèces
Selon World Register of Marine Species (30 novembre 2018) :
- Latiaxis cerinamarumai Kosuge, 1980
- Latiaxis filiaris Shikama, 1978
- Latiaxis hayashii Shikama, 1966
- Latiaxis mawae (Gray in Griffith & Pidgeon, 1833)
- Latiaxis naskensis Kantor & Sysoev, 1992
- Latiaxis nippooleifera Chino, 2014
- Latiaxis pilsbryi Hirase, 1908

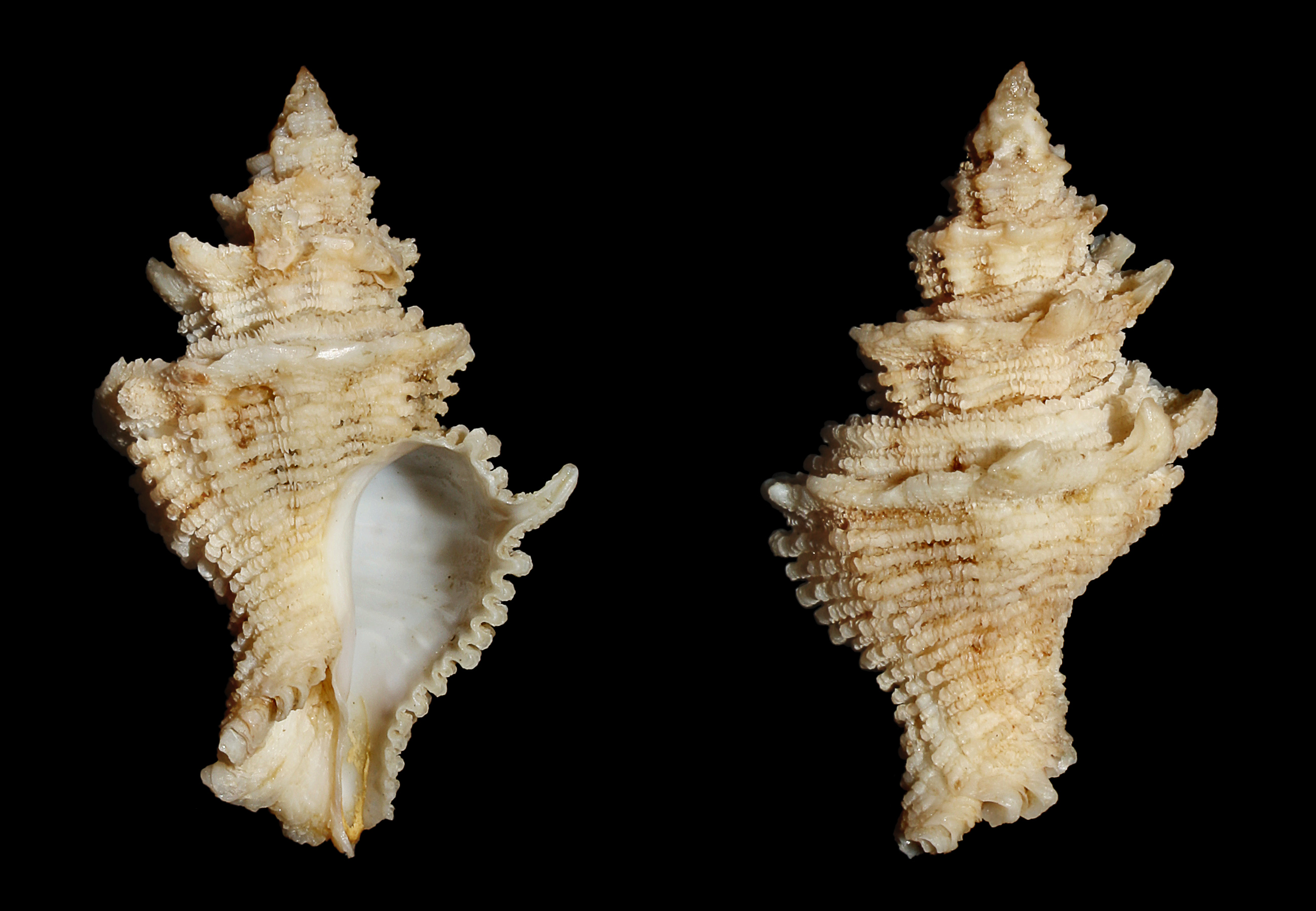
Latiaxis amaliae
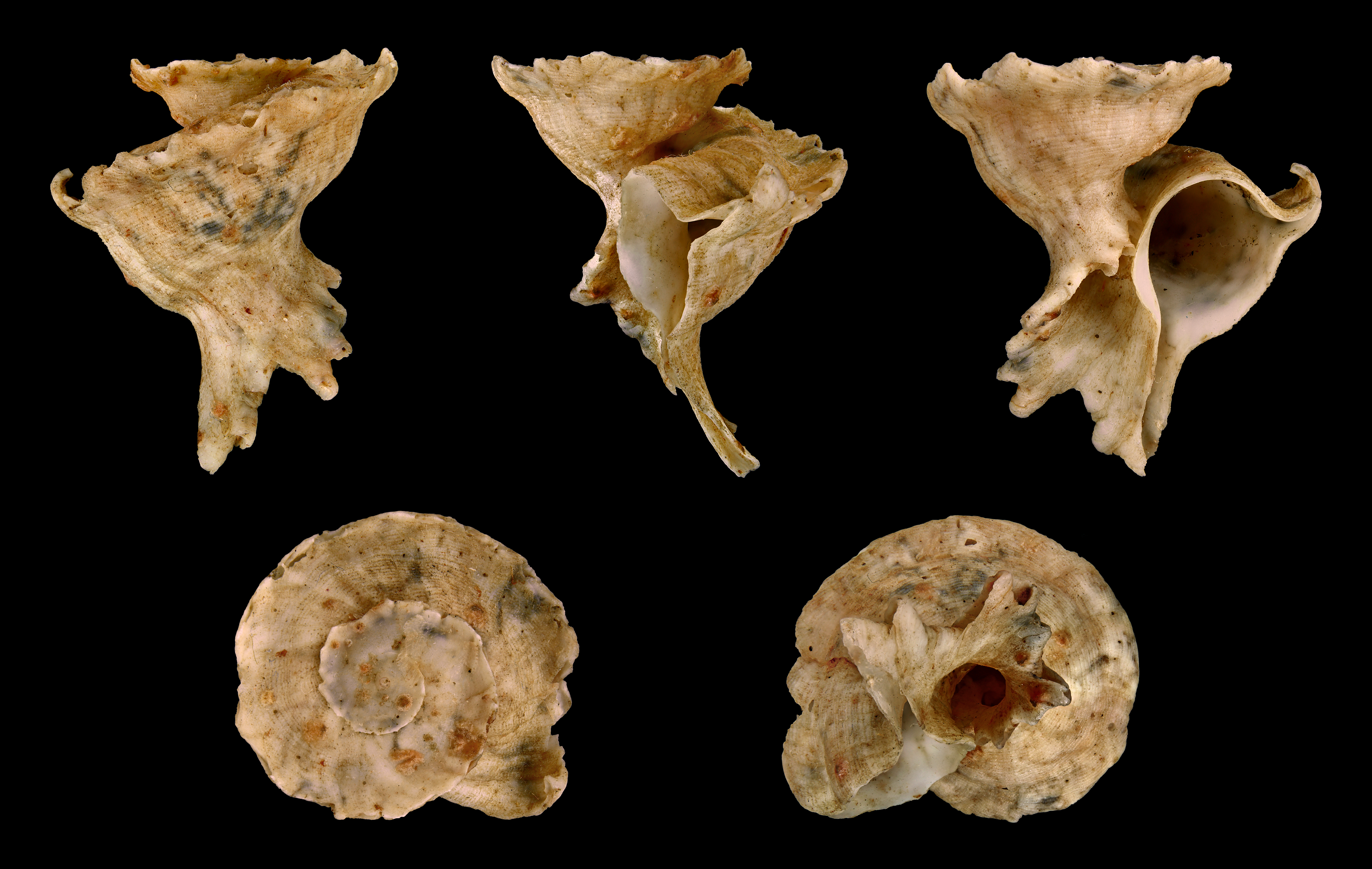
Latiaxis mawae
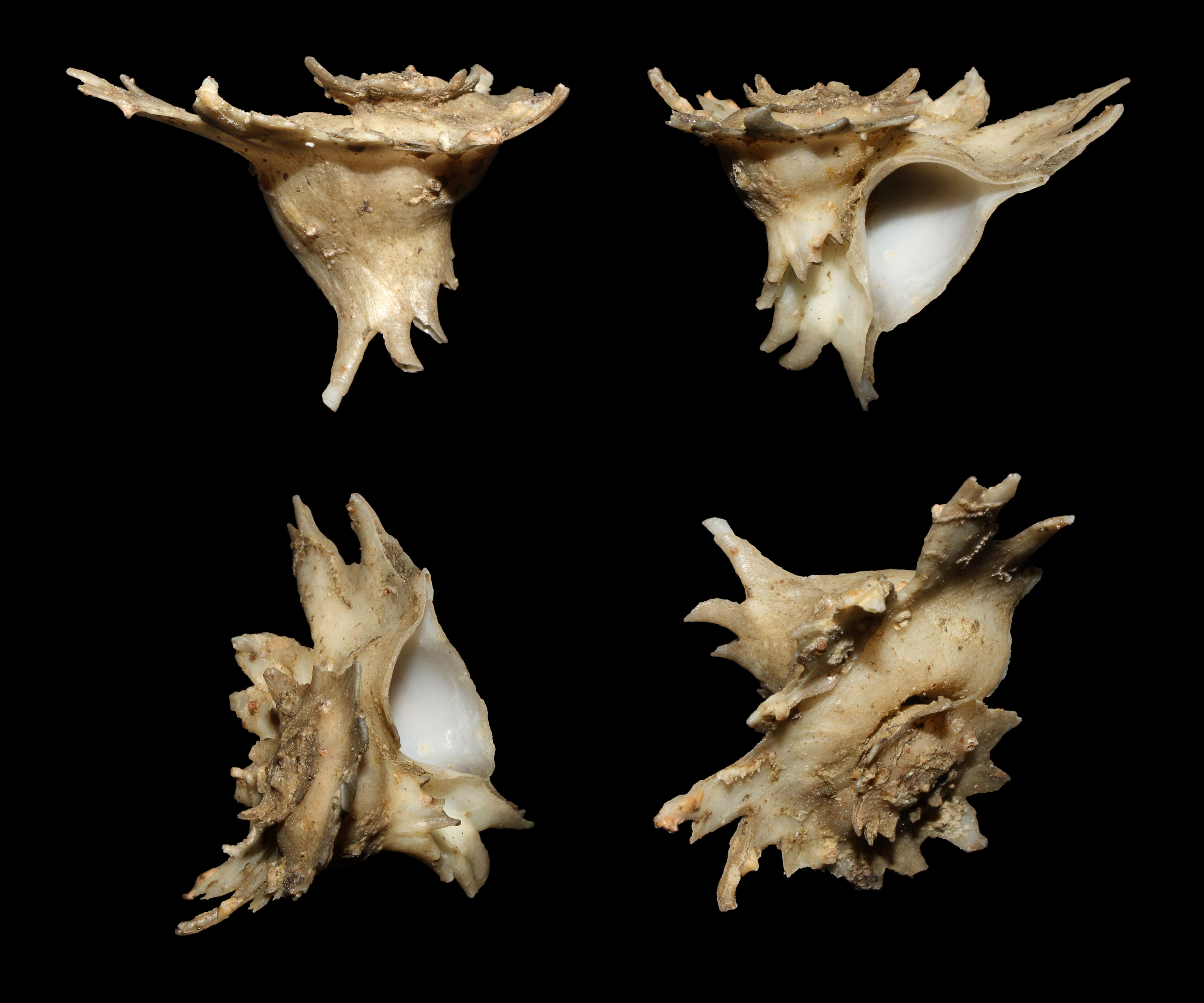
Latiaxis pilsbryi
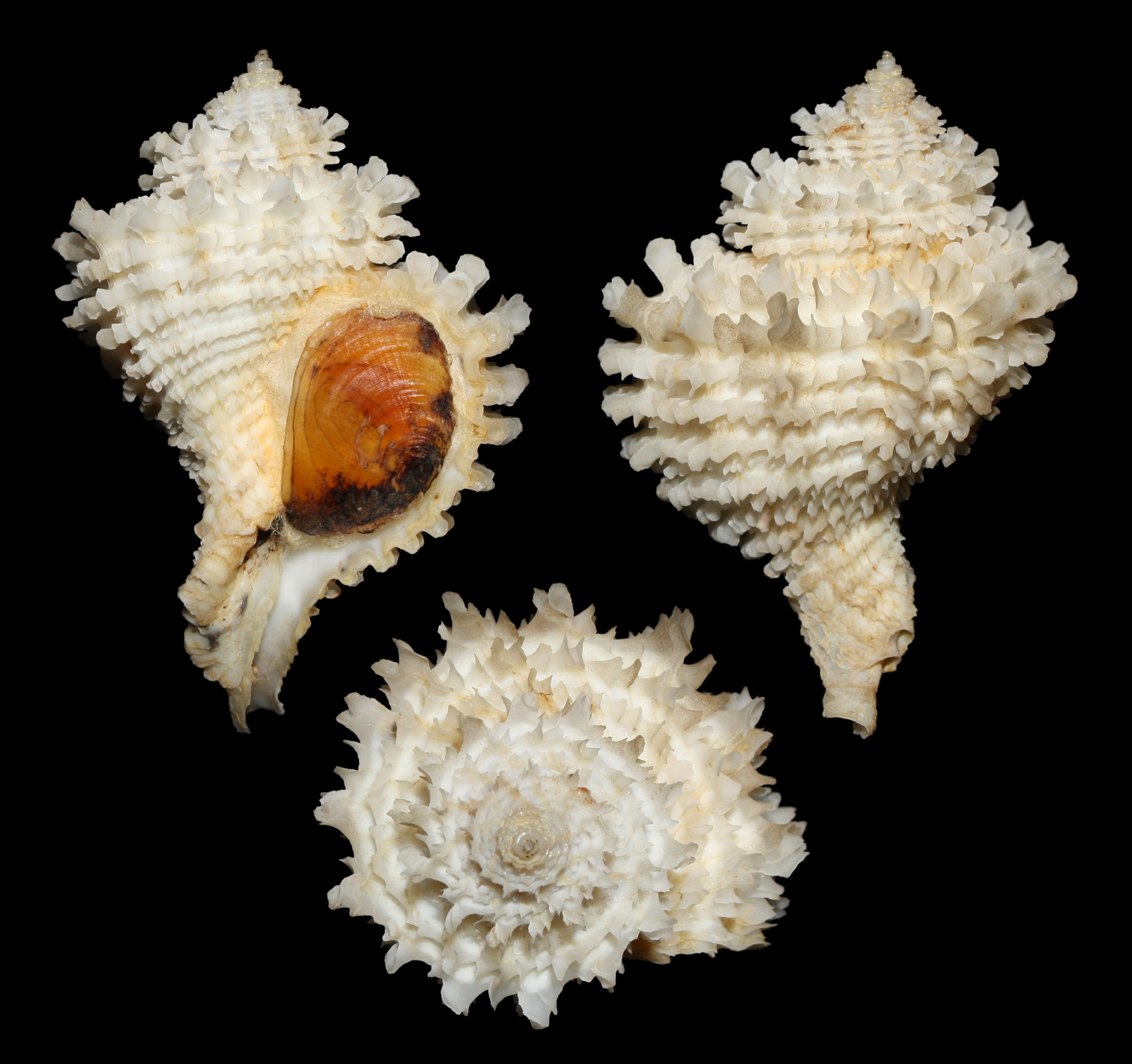
Latiaxis teramachii
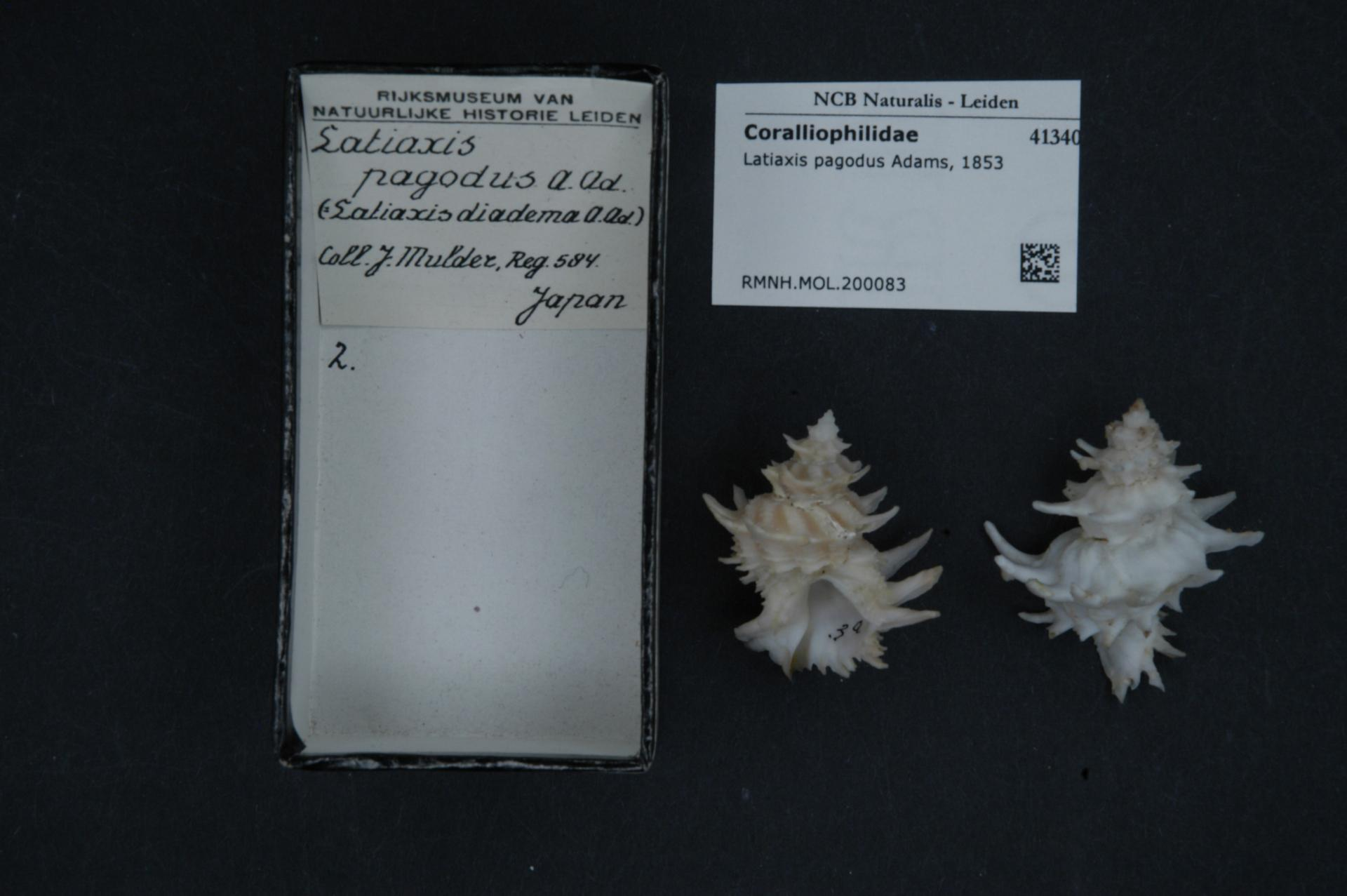
Latiaxis pagodus